# 亞德林區
亞德林區（俄语：Ядринский район），是俄羅斯的一個區，位於該國西部，由楚瓦什共和國負責管轄，始建於1927年9月5日，面積897.5平方公里，2010年人口29,965，人口密度每平方公里33.39人。